# Stage Stunts
Stage Stunts est un court métrage de la série Oswald le lapin chanceux, produit par le studio Robert Winkler Productions et sorti le 13 mai 1929.

## Fiche technique
- Titre  : Stage Stunts
- Série : Oswald le lapin chanceux
- Réalisateur : Walter Lantz
- Producteur : Charles Mintz
- Production : Robert Winkler Productions
- Distributeur : Universal Pictures
- Date de sortie : 13 mai 1929
- Musique : Bert Fiske
- Format d'image : Noir et Blanc
- Langue : (en)
- Pays de production :  États-Unis